# Przyczółek
Przyczółek to:

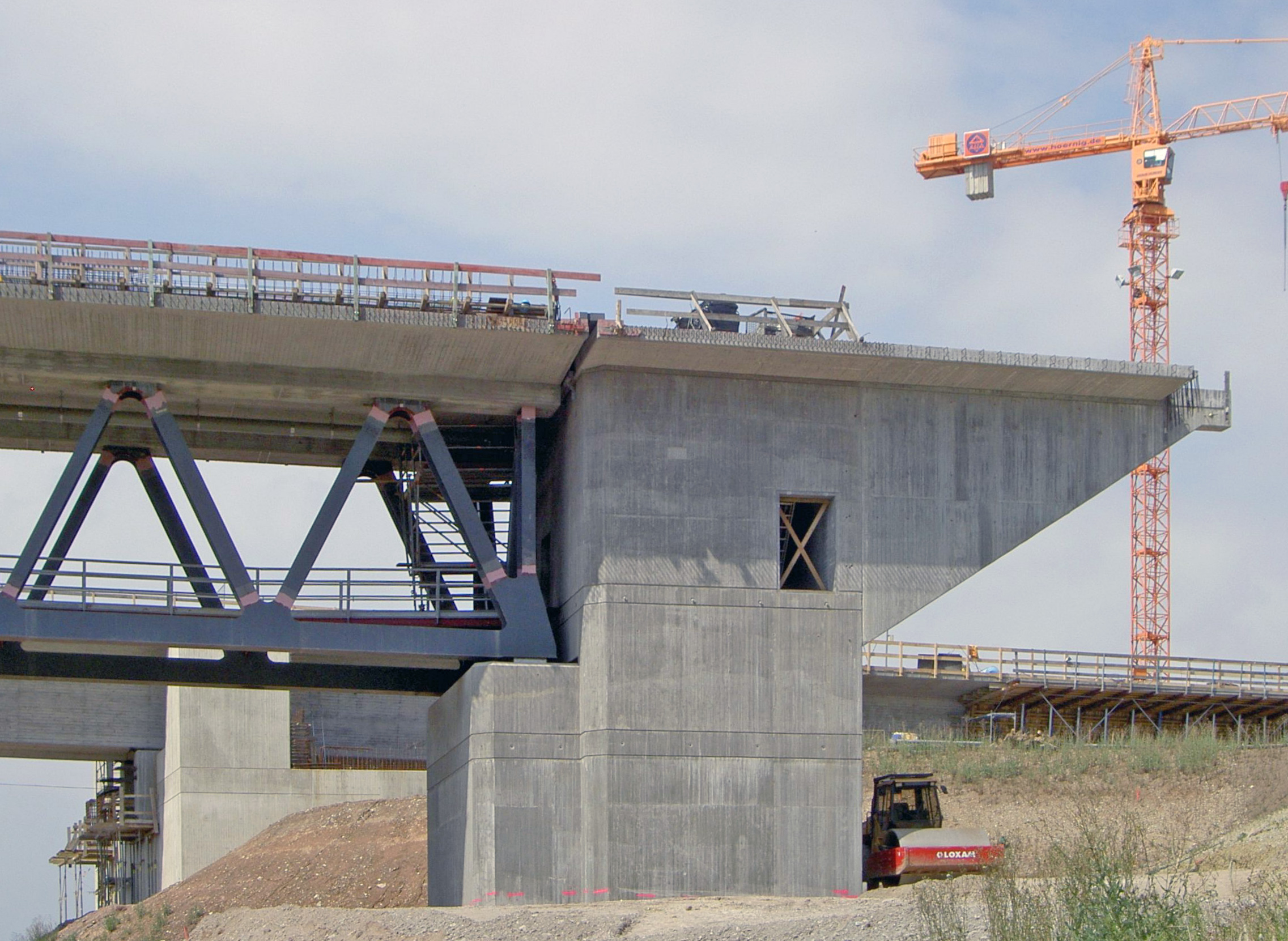
Północny przyczółek mostu Itztal

- skrajna podpora mostu lub wiaduktu, często w znacznym stopniu ukryta pod warstwami ziemi;
- element elewacji (fasady) – okap na ścianie szczytowej dachu półszczytowego;
- najwyższa, wsparta na belkowaniu część (frontowa lub tylna) świątyni greckiej; najważniejszym elementem przyczółka był tympanon;
- teren broniony za przeszkodą wodną → przedmoście.